# Арам Хайкид
Арам (арм. Արամ) — легендарный армянский патриарх (наапет). Согласно преданию, изложенному в «Истории Армении» средневекового историка Мовсеса Хоренаци, он был сыном Армы и потомком первого армянского патриарха Хайка. Во время правления Арама армяне объединились в одно государство и расширили свою территорию во всех направлениях. Его преемником стал его сын Ара Прекрасный.

## Происхождение имени
Иранистка Анаит Периханян выводит имя Арам, а также имена других легендарных армянских патриархов Араманяка и Арамаиса, из мидийского *Arām, от др.-перс. *Rāma- «радость, мир». Лингвист Грачья Ачарян связывал это имя с именем исторического урартского царя Араму, отражением памяти о котором могла быть фигура Арама. По мнению Армена Петросяна, имя Араму происходит из того же индоевропейского источника, что и Арам. Петросян также выводит из этого корня имя аргонавта Арменоса, который считается предком армян в греческих и латинских источниках.
Согласно Мовсесу Хоренаци, название Армении, используемое иноземцами, происходит от имени Арама. Армяне никогда не называли себя арменами в исторические времена, всегда используя эндоним hay, хотя Хоренаци иногда использует термины ark’ Aramean и Aramean azn 'люди из рода Арама' для обозначения армян.
Имя Арам было редким среди армян до его возрождения в XIX веке. Сейчас это распространённое армянское мужское имя.

## Образ в художественной литературе
Армянский писатель С. Т. Варданян посвятил Араму Айкиду исторический роман в двух томах  "Арам Миродержец" .